# Löwenapotheke (Salzwedel)

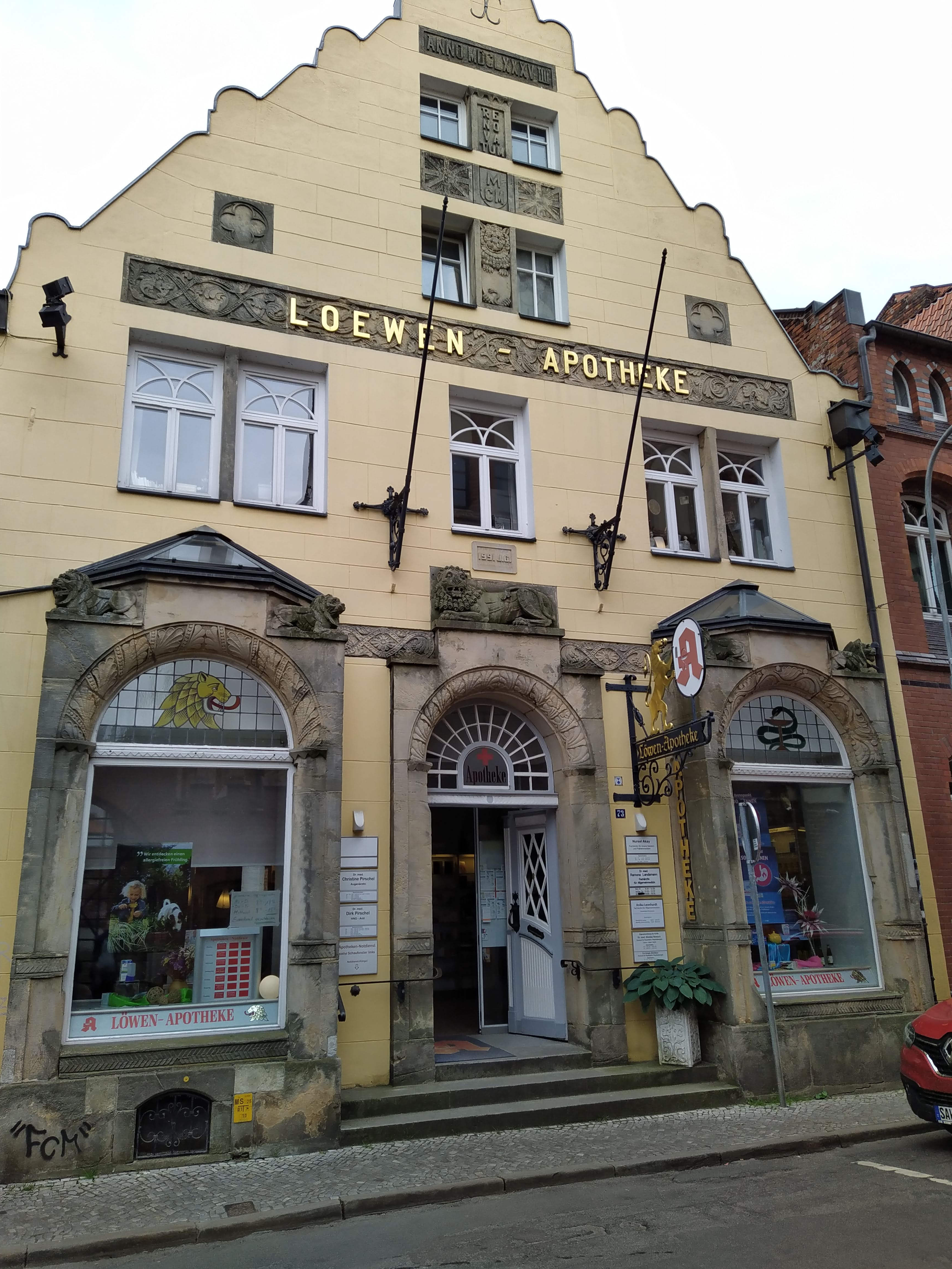
Frontansicht

Die historische Löwenapotheke in Salzwedel ist eine der ältesten Apotheken in der Altmark, gegründet wurde sie 1567.
Sie befindet sich in der Burgstraße 73 gegenüber dem alten Rathaus (heute Amtsgericht Salzwedel).
Bedeutend wurde sie durch die beiden altmärkischen Heimatforscher Theodor Zechlin und Konrad Zechlin, die die Apotheke 1847 bis 1890 führten. Die Apotheke wurde, nachdem sie zu DDR-Zeiten 1955 verstaatlicht wurde, 1991 wieder in Privatbesitz überführt, und existiert noch heute.

## Ansichten

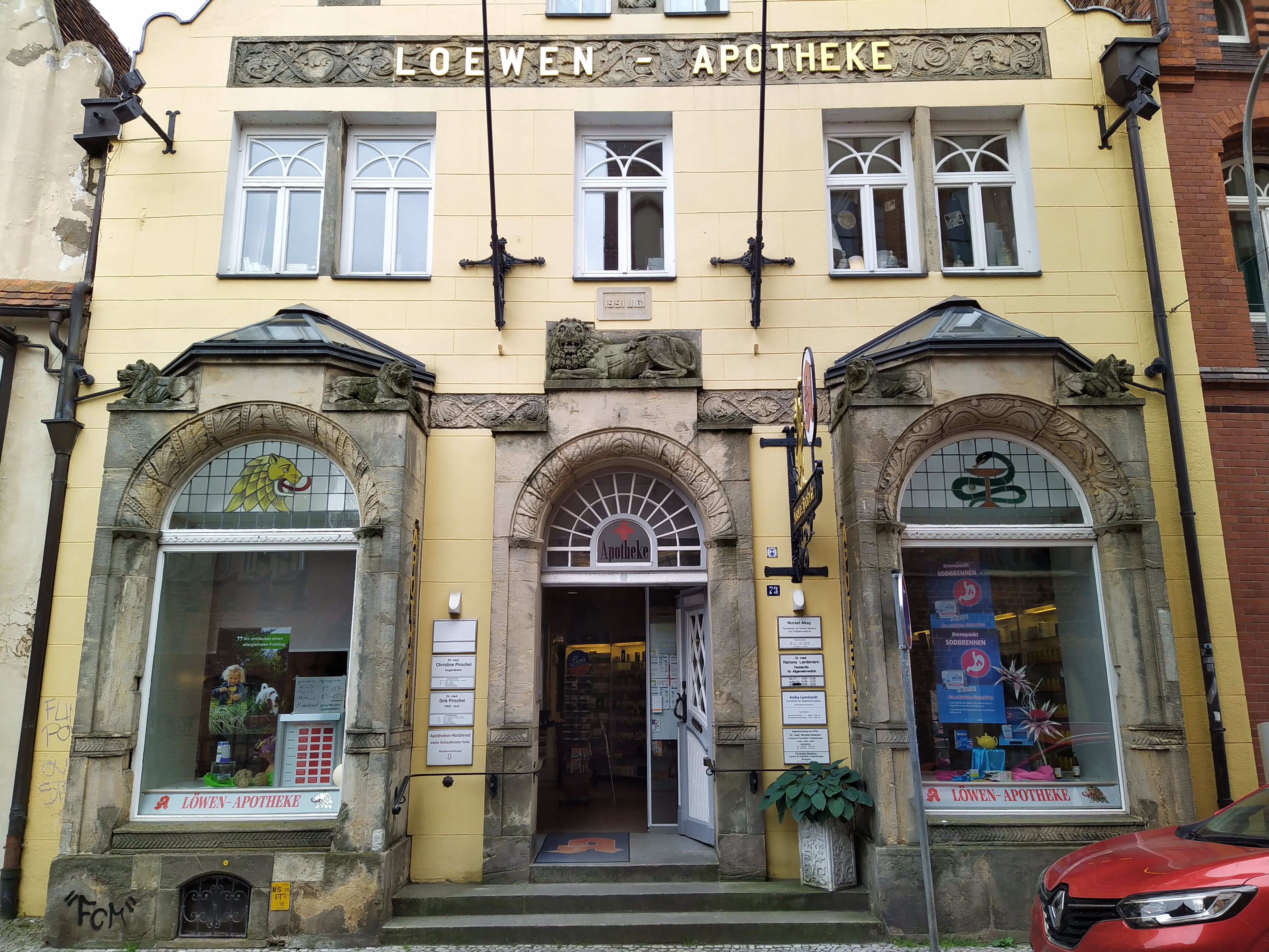
Front
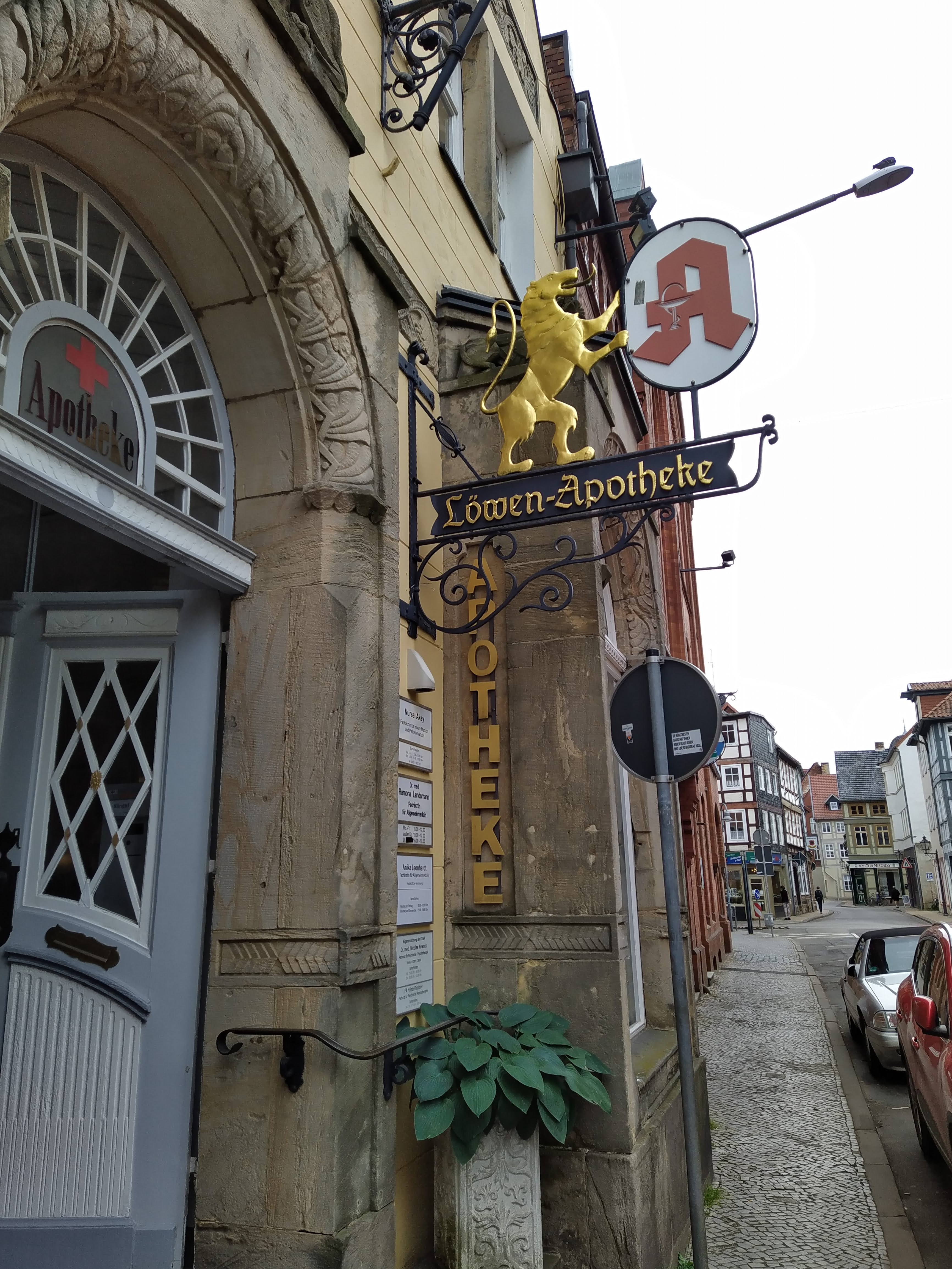
Goldener Löwe

Koordinaten: 52° 50′ 59,9″ N, 11° 9′ 6,1″ O